# Вертелецький Олександр Іванович
Олександр Іванович Вертелецький (нар. 25 серпня 1944, Київ, УРСР, СРСР) — 28 жовтня 2022) — радянський і український режисер документального кіно та кінооператор.

## Біографія
У 1971 році закінчив кінооператорський факультет Київського Державного інституту театрального мистецтва ім. Карпенка-Карого.
З 1962 по 2004 роки працював на Українській студії хронікально-документальних фільмів. За 43 роки роботи на студії він пройшов великий творчий шлях від освітлювача до відомого українського кінооператора. Володіючи широким діапазоном кінооператорської майстерності, від подієвих репортажних документальних зйомок до поетичної образної кінопубліцистики, ним було знято на студії Укркінохроніка понад ста документальних фільмів та кінонарисів різної соціальної тематики, багато з яких були відзначені призами та дипломами на різних міжнародних та інших кінофестивалях.
Широке визнання отримали фільми: «Переможці темряви», «Наша зміна», «Дякую тобі», «Дідусі, бабусі та усі ми», «Розкажи про себе поле», «Енергійна людина», «Степан Васильченко», «Зійшов солдат на п'єдестал», «Школа в Сахнівці», «Літо з осінню стрічається», «Сільський оркестр», «Слово після страти», «Ми з України!», «Василь Чуйков. Разом з солдатами», «Петро Шелест, роздуми та люди», «Ой на горі калина», «Хресна дорога», «Богдан Хмельницький» та багато інших.
Художньо-публіцистичні фільми, «Солдатські вдови» та «Я вбитий в Сталінград», які були зняті разом з режисером Володимиром Артеменком, стали яскравим явищем у світовому документальному кінематографі.
Вони були показані на XXXVII і на ХХХІХ Сесіях Генеральної Асамблеї ООН, як найкращі фільми, що показують трагедію людей, яку приносить війна. Ці фільми у 1984 році були відзначені Премією Національної Спілки журналістів України.
Документальний фільм «Солдатські вдови» отримав Головний приз на Всесоюзному кінофестивалі «Молодість-83» та Головний приз на XVII Всесоюзному кінофестивалі в м. Києві (1984 р.).
Фільм «Солдатські вдови» став основою однойменної експозиції у Національному музеї історії України у Другій світовій війні, розтошованому у м. Києві. 
Фінальний кадр цього фільму, унікальна фотографія Олександра Вертелецького, колективний портрет — 268 солдатських вдів села Мельники, Черкаської області, став тематичним центром музейної експозиції.
У 2003 році документальний фільм «Солдатські вдови» номінований ЮНЕСКО в числі 100 найкращих фільмів XX століття. 
Після зйомок фільму «Богдан Хмельницький» у 1996 році, коли почався фінансовий занепад Української кінематографії, Олександр Вертелецький створює свою відеостудію при громадській організації та починає знімати авторські фільми. Як режисер-оператор створює документальні фільми про патріотичну діяльність різних громадських організацій та рухів.

## Режисерські роботи
- «Патріарх! Політик! Патріот!»,
- «Джура» (Перше місце Другого Міжнародного кінофестивалю «Слава козацька»),
- «Повернення Святого Гетьмана» (Спеціальний Приз Міжнародного кінофестивалю «Кінологос — 2011»),
- «Сад над Дніпром» (Диплом Другого ступеню Міжнародного кінофестивалю «Кінологос-2012»),
- «Від батька, до сина…»;
- «Тільки один дубль…»
- «Акафіст „Небесній сотні“»;
- «Душа правдива, незрадлива…»
- «Акафіст Покрові Хортицький»,
- «Молитва за Патріарха»
- «Мученицький вінець митрополита Іоасафа Коринфського»
- "У гробі тілом, а у пеклі душею..."
- "Від Бога це сталося, і є дивовижне в очах наших..."  Святе Письмо"
- та  інші…

## Нагороди
- Лауреат Премії Національної Спілки журналістів України (1984 р);
- Відзнака Київського міського Голови — «Знак Пошани» (2004 р.);
- Орден Архистратига Михаїла Української Православної церкви КП (2004 р.);
- Почесна грамота Київської Обласної Державної адміністрації (2009 р.).
- Орден Святого Юрія Переможця Української Православної церкви КП (2014 р.)
- Орден Святого Архистратига Михаїла ІІ ступеня Православної Церкви України (2019 р.)